# 红胶杯耳
红胶杯耳（学名：Femsjonia rubra）是属于花耳目花耳科胶杯耳属的一种真菌，生长在冷杉林下。该种分布于中国。